# Zulucharis pilosa
Zulucharis pilosa är en stekelart som beskrevs av John M. Heraty 2002. Zulucharis pilosa ingår i släktet Zulucharis och familjen Eucharitidae. Inga underarter finns listade i Catalogue of Life.